# Бельгийско-украинские отношения
Бельгийско-украинские отношения — совокупность международных двусторонних отношений между Бельгией и Украиной, а также сотрудничества двух стран в международных организациях и других международных институтах.
Королевство Бельгия представлено через посольство в Киеве. Украина представлена в Бельгии через посольство в Брюсселе и два почетных консульства в Антверпене и Монсе.

## Дипломатические отношения в 1917—1922 годах

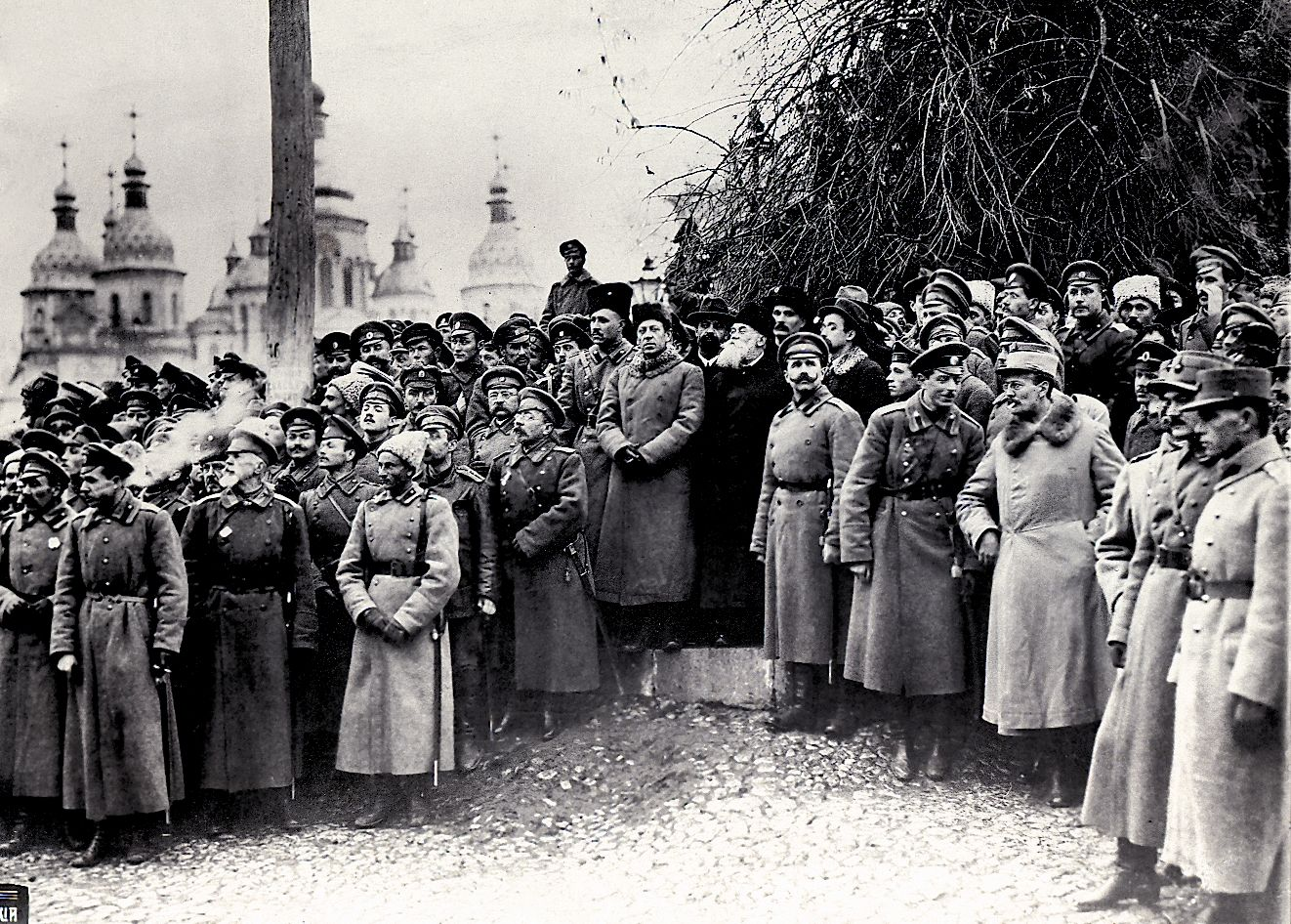
III Всеукраинский военный съезд. Справа стоят офицеры французской, бельгийской и румынской военных миссий. Киев, ноябрь 1917 года

Первые официальные контакты между Украиной и Бельгией произошли в период Украинской Народной Республики. К моменту её провозглашения на территории Украины продолжали функционировать бельгийские генеральное консульство в Одессе, консульство в Киеве и вице-консульство в Николаеве, основанные ещё в период Российской империи. Помимо этого, из занятой в ноябре 1917 года большевиками Ставки Верховного главнокомандующего в Киев прибыла Бельгийская военная миссия во главе с генералом бароном де Риккелем. 9 ноября 1917 года её офицеры присутствовали на Софийской площади Киева во время торжественного оглашения III Универсала, которым Центральная рада провозгласила автономную УНР в составе демократической России, и приняли участие в проходившем 2—12 ноября III Всеукраинском военном съезде. Сам де Риккель, в числе прочих глав военных миссий государств Антанты, выразил готовность помочь УНР людьми, оружием и финансами для содержания фронта против Центральных держав. Также к зиме 1917 года в Киев был передислоцирован Бельгийский автоброневой дивизион, воевавший до этого в составе Юго-Западного фронта.
К тому времени бельгийские финансовые и предпринимательские круги имели на территории Украины 80 % капитала, инвестированного ими ранее в промышленность Российской империи. Даже у бельгийских дипломатов были значительные коммерческие интересны — консул Бельгии в Киеве Яков Гретер, купец первой гильдии, являлся совладельцем «Киевского машиностроительного завода Гретера, Криванека и К°» и акционером бельгийского акционерного общества «Киевские трамваи», а бельгийский вице-консул в Николаеве Александр Вадон — владельцем лесопильных заводов и мукомольной мельницы в Николаеве.

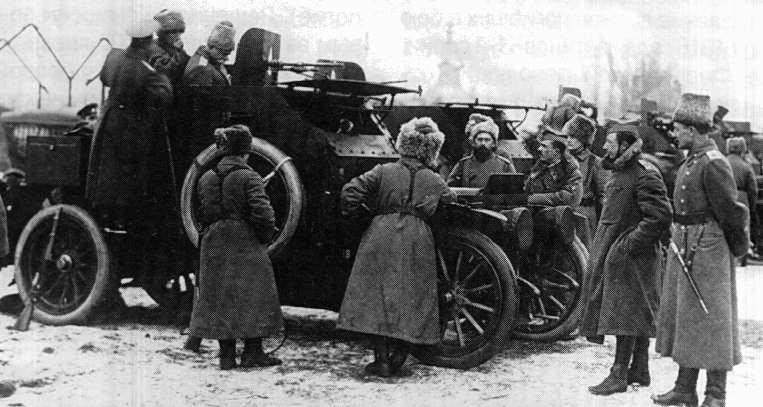
Бойцы Бельгийского автоброневого дивизиона с бронеавтомобилями «Mors». Восточный фронт, январь 1916 года

Несмотря на все это бельгийцы отказали в поддержке УНР во время советско-украинской войны 1917—1918 годов. Даже в период январских боёв за Киев (см. Январское восстание в Киеве и Штурм Киева войсками Муравьёва) руководство Бельгийского автоброневого дивизиона, имевшего на вооружении не менее 10 бронеавтомобилей, отказало министру обороны УНР Александру Жуковскому в передаче части техники украинским войскам. Само же подразделение заявило о вооружённом нейтралитете, встав на пути к Святошино и угрожая применить оружие ко всем, кто осмелится их задеть, чем, по оценке принимавшего участие в боях украинского полковника Всеволода Петрова, заняло «особо вредную» позицию. 12 марта 1918 года, после возвращения Киева под власть украинского правительства, немцы, ставшие союзниками УНР после заключения Брестского мира, выдвинули требование о выдворении французских и английских офицеров из Киева, мотивируя это их шпионской деятельностью в пользу Антанты. В ответ украинское правительство поручило Министерству внутренних дел УНР «издать циркуляр о выезде французов, англичан, бельгийцев из Украины». К июлю 1918 года Украину покинул секретарь бельгийского генерального консульства в Одессе, вице-консул в Николаеве — умер, но активную деятельность продолжал консул в Киеве, являющийся гражданином Швейцарии. Так, к примеру, 25 мая он направил министру иностранных дел Украинской державы Дмитрию Дорошенко официальный протест против ареста немецкими офицерами трех бельгийцев, подозреваемых в распространении пропаганды. После его рассмотрения украинское руководство приняло решение обратиться к германскому послу для выяснения обстоятельств и «просить по возможности освободить» граждан Бельгии. 

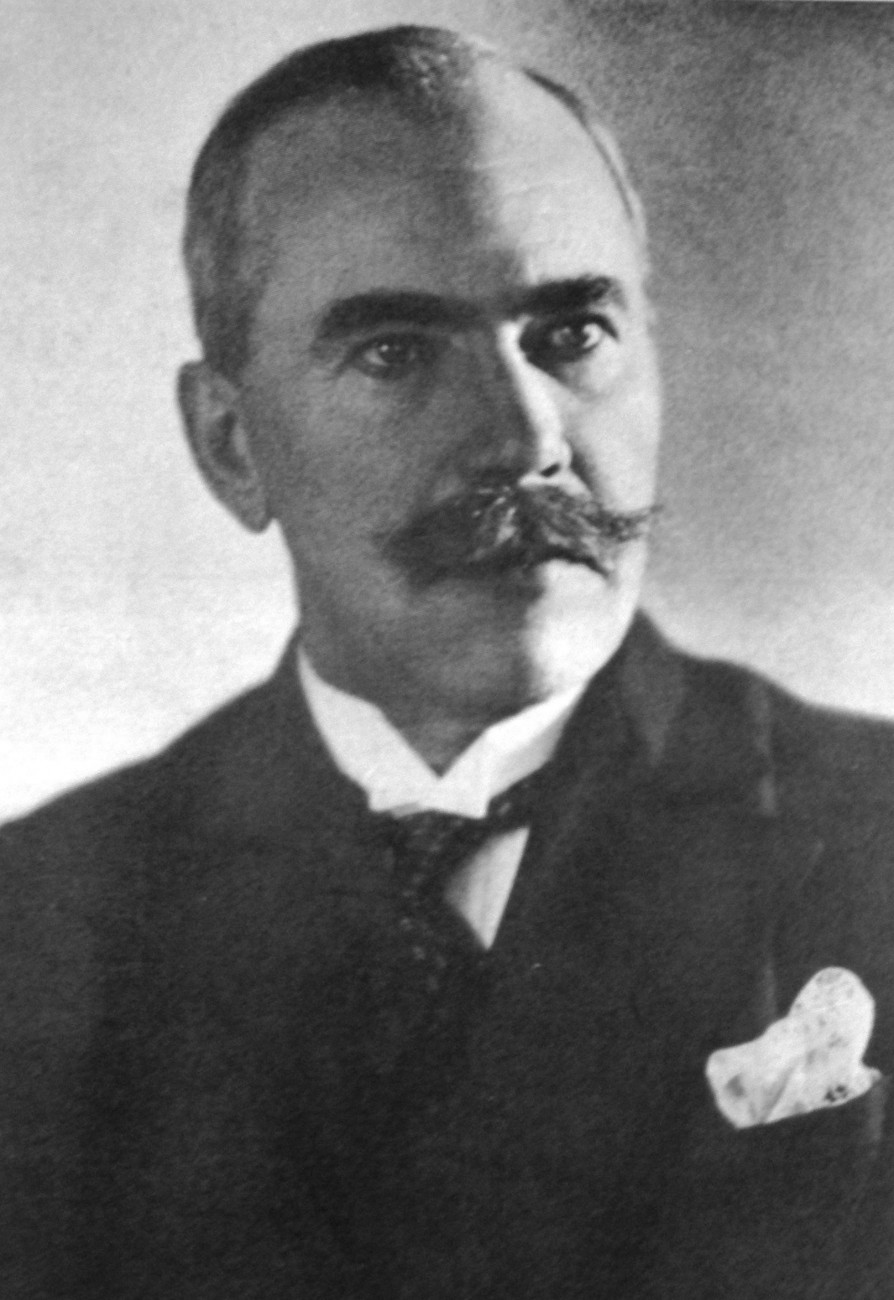
Андрей Яковлев — глава Чрезвычайной дипломатической миссии Украины в Бельгии в 1919—1922 годах

В 1919 году Директорией Украинской Народной Республики было инициировано установление полноценных дипломатических отношений с Королевством Бельгия — 19 января назначено и 3 февраля открыто дипломатическое представительство УНР в Бельгии. В то же время официального признания УНР со стороны Бельгии так и не произошло — Бельгия ссылалась на непризнание УНР Антантой. Однако, с 1920 года украинская дипломатическая миссия неофициально признавалась представительством УНР в Бельгии; украинским дипломатам удалось установить отношения с Министерством иностранных Бельгии (после реформы МИДа Бельгии 1 января 1921 года Украина была включена в секцию занимавшуюся делами Восточной Европы) и другими министерствами; представительство УНР получило разрешение на выдачу паспортов украинским гражданам, которые признавались бельгийскими властями; по просьбе украинского представительства бельгийские учреждения беспрепятственно позволяли въезд и выезд из страны украинским представителям; украинцам удалось установить отношения с представительствами других государств, которые были аккредитованы в Бельгии.
Изначальная негативная позиция Бельгии в отношении УНР была сформирована под влиянием Франции, не признававшей независимость Украины, а также благодаря действиям российских и польских представителей — бельгийские правительственные круги в противостоянии между украинцами и русскими проводили параллели с проблемами между фламандцами и валлонами в самой Бельгии, а идею суверенности УНР воспринимали только как «немецкую интригу». Однако данная позиция изменилась после того, как в июле 1919 года украинская дипломатическая миссия от имени правительства УНР обратилась в МИД Бельгии с заявлением по поводу того, что украинское правительство признает государственные долги бывшей Российской империи и возьмет на себя их выплату в той части, что принадлежит Украине, чем вызвала крайне благосклонную реакцию. Наиболее симпатизировала украинскому делу фламандская политическая партия Бельгии (её представители видели много общего между собственной и украинский историей), украинцев поддерживали социалисты (так, на амстердамской интернациональной социалистической конференции проходившей 25 апреля 1920 года, представители бельгийских социалистов проголосовали за официальное признание УНР) и католическая партия, не поддерживали коммунисты, крайне враждебно относилась либеральная партия. В правительственных кругах украинцам удалось наладить связи с министром народной обороны Полем-Эмилем Жансоном, министром юстиции Эмилем Вандервельде, сенатором и государственным советником Луи Бертраном, подавляющее большинство членов правительства не поддерживало идеи независимости Украины. Из бельгийских СМИ, которые в те времена принадлежали правительственным кругам, различным политическим партиям и финансовым ячейкам, украинские дипломаты наладили связь с телеграфным агентством «Гавас-Рейтер» в Брюсселе.
Одной из основных задач украинской миссии являлось освобождение украинских военнопленных, находившихся на территории Бельгии. На помощь украинским военнопленным, попавшим в Бельгию и Голландию из немецкой армии, правительство УНР выделило 20 000 карбованцев. Ситуация с пленными в Бельгии осложнялась тем, что большинство украинцев уже были завербованы польскими и российскими военными представителями, в итоге в армию УНР согласились вступить лишь несколько десятков человек. В 1921 году, благодаря связям украинских дипломатов с министром народной обороны Полем-Эмилем Жансоном, появилась реальная возможность нанять кадровых офицеров и закупить военную амуницию для армии УНР, однако из-за отсутствия четких директив государственного центра УНР данная возможность использована не была.
Выдвигались некоторые проекты по экономическому сотрудничеству между государствами. Определённую роль в них отыгрывали вложения в украинскую промышленность, сделанные ешё в период Российской империи. В 1920 году представительством УНР были изданы и разосланы брошюры и бюллетени о возможном экономическом сотрудничестве с Украиной, в свою очередь МИД Бельгии выразил заинтересованность возможностью поставок хлеба в своё государство. Были составлены экономические проекты украинско-бельгийских торговых групп по вопросам поставок и обмена товарами между государствами, однако ни украинское правительство, ни кооперативы своевременно на эти предложения не отреагировали. Бельгийские финансовые круги также выражали заинтересованность в сотрудничестве, но без разрешения МИД
Бельгии установить официальные отношения с ними было невозможно.
Дипломатическая миссия УНР в Бельгии прекратила свою работу 1 августа 1922 года из-за прекращения финансирования.

## Современный период
После провозглашения независимости Украины от СССР, произошедшего 24 августа 1991 года, Бельгия признала её в том же году 31 декабря. 10 марта 1992 года между Украиной и Бельгией были установлены дипломатические отношения
Политический диалог на высшем уровне было положено рабочим визитом Президента Украины Л. Кравчука в Бельгию 7 - 8 июля 1992 года.
В июне 1995 года, находясь в Брюсселе, Президент Украины Л.Кучма встретился с Королем бельгийцев Альбертом II.
Имели место двусторонние переговоры Президента Украины Л.Кучмы с Премьер-министром Бельгии Г.Вергофстадтом на саммите Украина - ЕС (Ялта, 10 - 11 сентября 2001 года). Президента Украины В.Ющенко с Премьер-министром Бельгии Г.Вергофстадтом на мероприятиях по празднованию 25-летия «Солидарности» (Гданьск, 31 августа 2005 года) и на Саммите ООН (Нью-Йорк, 16 сентября 2005 года). 22 февраля 2005 года, во время визита в Брюссель для участия в саммите НАТО, Президент В.Ющенко встретился с Председателем Сената Бельгии А.-М.Лизен.
Президент Украины Виктор Ющенко принял Премьер-министра Бельгии И.Летерма во время официального визита последнего в Украину 31 октября 2008 года.
19 марта 2009 года В Брюсселе в рамках саммита Европейской народной партии Президент Украины В.Ющенко провел встречу с Премьер-министром Бельгии Х.Ван Ромпеем.
15 - 16 октября 2009 года состоялся первый в истории двусторонних отношений официальный визит Президента Украины В.Ющенко в Королевство Бельгия. В ходе визита имела место аудиенция Президента Украины у Короля бельгийцев Альберта Второго, проведены встречи с главой правительства Бельгии Х.Ван Ромпеем, с председателями Сената А.Де Деккером и Палаты представителей П.Девалем.
Во время встреч отдельное внимание было уделено отношениям Украина - ЕС. В частности речь шла о поддержке бельгийской стороной политики европейской интеграции Украины через реализацию инициативы "Восточное партнерство", осуществление усилий по ведению переговорного процесса по заключению соглашения об ассоциации с ЕС, а также развитие диалога по введению безвизового режима поездок граждан Украины в страны ЕС.
Президент Украины выразил удовлетворение динамикой двусторонних отношений, состоянием реализации Дорожной карты двусторонних отношений на 2009-2010 гг. Стороны договорились о сотрудничестве в рамках отношений Украина - ЕС, в частности учитывая бельгийское председательство в ЕС во второй половине 2010 года.
Украинская делегация посетила город-порт Антверпен, где был подписан Меморандум о сотрудничестве между Одесским и Антверпенским портами.
В ходе семинара Президента Украины в Федерации предприятий Бельгии освещены основные факторы, влияющие на деловой и инвестиционный имидж Украины, обсуждены направления деятельности бельгийского бизнеса в Украине, в частности в рамках подготовки к Евро-2012.
В коммуне Иксель г. Брюссель Президент Украины торжественно открыл мемориальную доску в честь первой дипломатической учреждения Украины в Брюсселе - Чрезвычайной дипломатической миссии Украинской Народной Республики в Бельгии и Нидерландах (1919-1923 гг.).
Правовой основой отношений служит межгосударственный Договор о взаимопонимании и сотрудничестве, Украина и Бельгия подписали в 1997 году.
Договорно-правовая база двустороннего сотрудничества насчитывает около 30 межправительственных, межведомственных и межрегиональных соглашений.
На нынешнем этапе основой развития сотрудничества служит Дорожная карта двусторонних отношений между Украиной и Королевством Бельгия, ее сообществами и Регионами на период 2012-2014 годов, парафировано в октябре 2011 года.
28 июля 2022 года Politico сообщил об обострении в бельгийско-украинских отношениях, связанном с визитом в Крым министра иностранных дел Бельгии Хаджи Лахбиб. Лахбиб поехала в Крым в июле 2021 года, чтобы снять документальный фильм и использовала для поездки российскую визу. Официальный представитель МИД Украины Олег Николенко отреагировал на полемику на своей странице в Facebook, подчеркнув позицию Киева в отношении посещения Крыма через Россию, назвав его «незаконным».

## Торгово-экономическое сотрудничество
Основными статьями украинского экспорта товаров в Бельгии являются машины, оборудование, одежду и текстильные товары, натуральный и культивированный жемчуг, драгоценные или полудрагоценные камни, драгоценные металлы, бижутерия, дерево и изделия из древесины, древесный уголь, медь и изделия из меди и т.п..
Бельгия экспортирует в Украину котлы, машины, аппараты и механические устройства, полимерные материалы, пластмассы и изделия из них, фармацевтическую продукцию, другие продукты химической промышленности, автомобили, тягачи, велосипеды, электрические машины и оборудование и т. д..
В отличие от Нидерландов, бельгийские прямые иностранные инвестиции составляют лишь 0,12% от общего объема иностранных инвестиций в Украину среди 125 стран-инвесторов. По данным Госкомстата, на 2009 г.. прямые бельгийские инвестиции составили 44 млн. долл. США и осуществлялись в обрабатывающую промышленность, оптовую и розничную торговлю, транспорт и связь, сельское хозяйство, охота и лесное хозяйство.
Яркими примерами успешной деятельности бельгийских предприятий в Украине являются такие компании, как "Сан-ИнБев Украина" (созданное крупнейшим в мире бельгийским пивоваренной концерном "AB InBev", занимает более трети пивоваренного рынка Украины), "Ватра Шредер" (промышленное электрооборудование, освещение улиц и домов в Киеве (Крещатик, здания Кабинета Министров и Верховной Рады Украины), Львове, Одессе и др), "Мелексис" (электронное оборудование и системы для машиностроения, научное сотрудничество с КПИ, образование украинских студентов), "Декьон инк "(металлопластиковые профили для строительства)," Массив"(электрооборудование) и другие. Свидетельством перспективности работы на украинском рынке финансовых услуг стало соглашение о приобретении бельгийским банком "Фортис" страховой компании "Эталон" (по 7,6 млн. евро).

## Научное, культурное, образовательное сотрудничество
Значительная роль в развитии бельгийско-украинского сотрудничества относится сотрудничество в области науки, культуры и образования. В развитии научного сотрудничества значительное внимание уделяется прямым связям между соответствующими учреждениями обеих стран. Это, в частности, сотрудничество Королевского музея истории и искусств Бельгии с Институтом археологии НАН Украины и музеем археологии Львовского отделения НАН Украины. В течение 2004-2009 гг. В Бельгии состоялись выступления ряда ведущих музыкальных коллективов Украины. Проведение в 2004-2008 гг. В Бельгии серии выставок украинских художников стало свидетельством интереса общественности Бельгии к культурного наследия Украины.
Прямые связи установлены между университетами двух стран. Это, в частности, сотрудничество между Киевским национальным университетом им. Т.Шевченко и Антверпенским университетом, между Украинским национальным аграрным университетом и Гентского университетом. Развивается также сотрудничество между Киевским училищем эстрадно-циркового искусства и Брюссельской высшей школой циркового искусства.
На территории Бельгии установлены памятники и памятные знаки, связанные с Украиной: жертвам Голодомора 1932-33 гг. (Генк, провинция Лимбург), к 1000-летию Крещения Украины-Руси (Генк и Спримон- банное, провинция Льеж), И. Франко (Стер-Франкоршан, провинция Льеж), героям, погибшим за свободу Украины (Стер-Франкоршан).
Украинским научно-исследовательским институтом архивного дела и документоведения и местными органами власти реализован проект по увековечению памяти первого диппредставительства Украины в Брюсселе. В год ее 90-летия, в рамках официального визита Президента Украины в Бельгию в октябре 2009 года, состоялось торжественное открытие мемориальной доски на доме в центре Брюсселя, в котором действовала Чрезвычайная дипломатическая миссия Украины в Бельгии и Нидерландах (1919-1923 гг.).

## Гуманитарное сотрудничество
Важное значение в развитии отношений имеет сотрудничество в гуманитарной сфере. Однако, как и в случае с Нидерландами, она односторонний характер. В частности, в рамках оказания гуманитарной помощи и реабилитации детей, пострадавших в результате аварии на ЧАЭС, развивается сотрудничество между Главным управлением здравоохранения Львовской облгосадминистрации, Львовским медицинским университетом и Международным институтом природного и целостной медицины (Брюссель), Европейским центром биологических исследований (Брюссель ), между Черниговской областной больницей и Ротари-клубом города Генк, между Смелянской городской больницей № 14 и клиникой города Арлон. При содействии благотворительной организации "SOS Дети Чернобыля" (провинция Антверпен) осуществляется оздоровление украинских детей.

## Дипломатические представители
Главы Чрезвычайной дипломатической миссии Украины в Бельгии:
- Андрей Яковлев (1919—1922), по совместительству глава Чрезвычайной дипломатической миссии Украины в Нидерландах[4].

Чрезвычайные и полномочные послы Украины в странах Бенилюкс:
- Владимир Василенко (1992—1995),  по совместительству представитель Украины при Европейском союзе и НАТО.

Чрезвычайные и полномочные послы Украины в Королевстве Бельгия:
- Борис Тарасюк (1995—1998), по совместительству чрезвычайный и полномочный посол Украины в Великом Герцогстве Люксембург и глава миссии Украины при НАТО;
- Константин Грищенко (1998—2000), по совместительству чрезвычайный и полномочный посол Украины в Великом Герцогстве Люксембург, глава миссии Украины при НАТО и постоянный представитель Украины при Организации по запрещению химического оружия;
- Владимир Хандогий (2000—2006), по совместительству чрезвычайный и полномочный посол Украины в Великом Герцогстве Люксембург и глава миссии Украины при НАТО;
- Ярослав Коваль (2006—2008), по совместительству чрезвычайный и полномочный посол Украины в Великом Герцогстве Люксембург;
- Евгений Бершеда (2008—2010), по совместительству чрезвычайный и полномочный посол Украины в Великом Герцогстве Люксембург;
- Игорь Долгов (2010—2015), по совместительству чрезвычайный и полномочный посол Украины в Великом Герцогстве Люксембург;
- Андрей Кузьменко (2015—2016, временный поверенный в делах);
- Николай Точицкий (2016—2021), по совместительству чрезвычайный и полномочный посол Украины в Великом Герцогстве Люксембург.

Чрезвычайные и полномочные послы Королевства Бельгия на Украине:
- Ингеборг Кристофферсен (1992—1995);
- Вильфрид Нартус (1995—1998);
- Пьер Жан Мари Антуан Вазен (1998—2000);
- Пьер Клеман Дюбюиссон (2000—2003);
- Пьер Коло (2003—2006);
- Марк Винк (2006—2011);
- Яна Зикмундова (2011—2014);
- Люк Якобс (2014—2018);
- Алекс Ленартс (с 2018).